# Finella geayi
Finella geayi là một loài ốc biển nhỏ, là động vật thân mềm chân bụng sống ở biển trong họ Scaliolidae 